# Mistrzostwa Panamerykańskie w badmintonie
Mistrzostwa Panamerykańskie w badmintonie – zawody w badmintonie organizowane od 1977 roku przez Badminton Pan Am (BPA) wyłaniające najlepszych badmintonistów w Ameryce. Równocześnie odbywa się rywalizacja drużynowa.

## Edycje
| Rok  | Miejsce     | Państwo   |
| ---- | ----------- | --------- |
| 1977 | Nieznane    | Nieznane  |
| 1989 | Meksyk      | Meksyk    |
| 1991 | Kingston    | Jamajka   |
| 1993 | Gwatemala   | Gwatemala |
| 1997 | Winnipeg    | Kanada    |
| 2001 | Lima        | Peru      |
| 2005 | Bridgetown  | Barbados  |
| 2007 | Calgary     | Kanada    |
| 2008 | Lima        | Peru      |
| 2009 | Guadalajara | Meksyk    |

| Rok  | Miejsce       | Państwo    |
| ---- | ------------- | ---------- |
| 2010 | Kurytyba      | Brazylia   |
| 2012 | Lima          | Peru       |
| 2013 | Santo Domingo | Dominikana |
| 2014 | Markham       | Kanada     |
| 2016 | Campinas      | Brazylia   |
| 2017 | Hawana        | Kuba       |
| 2018 | Gwatemala     | Gwatemala  |
| 2019 | Santo Domingo | Dominikana |

## Zwycięzcy
| Rok  | Miejsce        | Gra pojedyncza mężczyzn | Gra pojedyncza kobiet | Gra podwójna mężczyzn           | Gra podwójna kobiet               | Gra mieszana                       | Drużyny mieszane  |
| ---- | -------------- | ----------------------- | --------------------- | ------------------------------- | --------------------------------- | ---------------------------------- | ----------------- |
| 1977 |                | Roy Díaz González       | Wendy Clarkson        | James McKee John Czich          | Pam Bristol Brady Judianne Kelly  | Bruce Pontow Pam Bristol Brady     |                   |
| 1989 | Meksyk         | John Goss               | Doris Piche           | Christopher Jogis Benjamin Lee  | Doris Piche Chantal Jobin         | Michael Bitten Doris Piché         |                   |
| 1991 | Kingston       | James Dawson            | Denyse Julien         | Michael Bitten Bryan Blanshard  | Denyse Julien Doris Piché         | James Dawson Denyse Julien         | Kanada            |
| 1993 | Gwatemala      | Mario Carulla           | Deborah O’Connor      | Mario Carulla José Iturriaga    | Silvia Jiménez María Montero      | Gustavo Salazar María Montero      | Peru              |
| 1997 | Winnipeg       | Kevin Han               | Denyse Julien         | Howard Bach Kevin Han           | Milaine Cloutier Robbyn Hermitage | Iain Sydie Denyse Julien           | Kanada            |
| 2001 | Lima           | Kevin Han               | Meiluawati            | Howard Bach Kevin Han           | Milaine Cloutier Helen Nichol     | Keith Chan Milaine Cloutier        | Stany Zjednoczone |
| 2005 | Bridgetown     | Andrew Dabeka           | Charmaine Reid        | Khankham Malaythong Rajiv Rai   | Helen Nichol Charmaine Reid       | Mike Beres Jody Patrick            | Kanada            |
| 2007 | Calgary        | Stephan Wojcikiewicz    | Anna Rice             | Mike Beres William Milroy       | Fiona McKee Charmaine Reid        | Howard Bach Eva Lee                | Kanada            |
| 2008 | Lima           | David Snider            | Claudia Rivero        | Tobias Ng William Milroy        | Cristina Aicardi Claudia Rivero   | William Milroy Fiona McKee         | Kanada            |
| 2009 | Guadalajara    | Kevin Cordón            | Anna Rice             | Kevin Cordón Rodolfo Ramírez    | Milaine Cloutier Valérie Jacques  | Tobias Ng Grace Gao                | Kanada            |
| 2010 | Kurytyba       | Stephan Wojcikiewicz    | Cee Ketpura           | Sameera Gunatileka Vincent Nguy | Grace Gao Joycelyn Ko             | Tobias Ng Grace Gao                | Kanada            |
| 2012 | Lima           | Kevin Cordón            | Christin Tsai         | Adrian Liu Derrick Ng           | Alexandra Bruce Phyllis Chan      | Derrick Ng Alexandra Bruce         | Kanada            |
| 2013 | Santo Domingo  | Osleni Guerrero         | Michelle Li           | Adrian Liu Derrick Ng           | Eva Lee Paula Obanana             | Tobias Ng Alexandra Bruce          | Kanada            |
| 2014 | Markham        | Osleni Guerrero         | Michelle Li           | Adrian Liu Derrick Ng           | Eva Lee Paula Obanana             | Tobias Ng Alexandra Bruce          | Kanada            |
| 2016 | Campinas       | Jason Ho-shue           | Brittney Tam          | Jason Ho-shue Nyl Yakura        | Michelle Tong Josephine Wu        | Nyl Yakura Brittney Tam            | Kanada            |
| 2017 | Hawana         | Ygor Coelho             | Rachel Honderich      | Jason Ho-shue Nyl Yakura        | Michelle Tong Josephine Wu        | Tobias Ng Rachel Honderich         |                   |
| 2018 | Gwatemala      | Ygor Coelho             | Michelle Li           | Jason Ho-shue Nyl Yakura        | Rachel Honderich Kristen Tsai     | Ty Alexander Lindeman Josephine Wu |                   |
| 2019 | Aguascalientes | Osleni Guerrero         | Michelle Li           | Jason Ho-shue Nyl Yakura        | Rachel Honderich Kristen Tsai     | Joshua Hurlburt-Yu Josephine Wu    | Kanada            |